# The Ground Beneath Her Feet
"The Ground Beneath Her Feet" é uma canção de U2, do filme The Million Dollar Hotel, e contou com a trilha sonora de mesmo nome. A canção foi gravada com Daniel Lanois no pedal steel para o filme. No entanto, um mix diferente da que se ouviu no filme aparece na trilha sonora. Os créditos do autor da canção Salman Rushdie como seu compositor são tiradas de seu livro de mesmo nome.

## Composição
O vocalista do U2, Bono, teve uma ideia para a canção depois de ler um manuscrito do romance de Rushdie. No romance, o personagem fictício Ormus Cama escreve as letras como uma lamentação sobre sua amante, Vina Apsara. A banda usa essas letras quase palavra por palavra, no entanto, omiti o seguinte verso:
She was my ground, my favorite sound, my country road, my city street, my sky above, my only love, and the ground beneath my feet (Ela era a minha terra, meu som favorito, a minha estrada, a minha rua da cidade, o meu céu, meu único amor e o chão debaixo dos meus pés).
Rushdie, ele próprio, estava muito satisfeito com a música, alegando que tinha "algumas melodias mais bonitas que Bono já tinha apresentado". Em referência à canção, Rushdie disse: "Então, eu sempre soube, você sabe, porque é uma música triste. Eu acho que soa, como eu espero, uma daquelas grande baladas do U2 da qual a voz de Bono, na verdade, está maravilhosamente bem adaptado".

## Promoções e lançamentos
"The Ground Beneath Her Feet" foi originalmente destinado a ser um single, portanto, um vídeo da canção foi criada para o lançamento da música. No entanto, a gravadora Interscope Records recusou-se a dar à música uma versão single, porque o U2 estava a ponto de completar seu novo álbum All That You Can't Leave Behind, e executivos das gravadoras não queriam confundir os fãs lançando single sem álbum. Em vez disso, um single promocional foi lançado na mídia, mas foi pouco tocado nas rádios e na televisão. Após o lançamento da canção na trilha sonora do filme, a banda espera recursos da canção ser lançada no novo álbum, All That You Can't Leave Behind, mas em vez disso, a música foi lançada como faixa bônus do álbum no Reino Unido, Austrália e Japão.

## Versão de Mnemonic
Membros da banda de Londres Mnemonic, Richard Das e Jonathan Skipp tinham escutado Bono e The Edge tocarem um verso desta canção já que estavam escrevendo isso para o próximo filme The Million Dollar Hotel em um programa de televisão em setembro de 1999, e depois de interpolados versos e refrãos do livro de Salman Rushdie The Ground Beneath Her Feet para completar sua própria versão da canção. Membros da banda contribuíram com suas peças e uma versão final foi mixado e concluída em dezembro de 1999.
A banda lançou-a gratuitamente na internet para download no mnemonicgroove.com em janeiro de 2000 perante a versão oficial do U2 (lançada em 8 de fevereiro de 2000). As visitas no site da banda Mnemonic, em um ponto atingiu um pico de mais de 97 mil por um dia para download.
A notícia de sua versão da música se espalhou pelas agências de notícias globais, sendo amplamente divulgado em vários meios de comunicação e um recurso sobre a banda foi feito pelo The Straits Times.
O lançamento de sua versão da música como mídia livre para download solicitado, segundo The Edge, foi "surpreendentemente favorável".

## Lista de faixas
- Promoção lançada nos Estados Unidos

1. "The Ground Beneath Her Feet – 3:44

- Promoção lançada no Reino Unido

1. "The Ground Beneath Her Feet" – 3:44
2. "The Million Dollar Hotel Trailer" (vídeo)

## Paradas e posições
| País/Parada (2000)                 | Melhor posição |
| ---------------------------------- | -------------- |
| Estados Unidos (Alternative Songs) | 20             |